# Руфіно Родрігес де ла Торре
Руфіно Родрігес де ла Торре (ісп. Rufino Rodríguez de la Torre, 2 грудня 1902 — 20 століття) — аргентинський яхтсмен.
Срібний призер Олімпійських Ігор 1948 року в класі 6 метрів.